# Bruto primo
Bruto primo è una tragedia storica di Vittorio Alfieri portata a compimento fra il 1786 e il 1787.
L'Alfieri dedicò questa tragedia "al chiarissimo e libero uomo il generale Washington", il "liberator dell'America".

## Trama
Questa tragedia si basa sulla storia di Lucio Giunio Bruto, che vide assassinare, per ordine del re Tarquinio il Superbo, il padre e il fratello, e riuscì a salvare la propria vita fingendosi idiota. Egli crebbe nella famiglia di Tarquinio, di cui era nipote, considerato uno stolto, ed ebbe perciò il nomignolo di Bruto. Il suo reale carattere e le sue capacità non vennero scoperte fino alla terribile offesa fatta a Lucrezia, moglie di Collatino, violentata da Sesto Tarquinio, seguita dall'eroico suicidio della donna, che ebbe come risultato l'espulsione dei Tarquini e l'introduzione della Repubblica, con Bruto e Collatino nella qualità di consoli.
Lucio Giunio Bruto, però, dopo avere sollevato il popolo dalla tirannia di Tarquinio il Superbo, dovette assistette all'esecuzione dei suoi due figli, rei di avere tramato contro di lui a beneficio dei Tarquini.
La tragedia comincia il giorno della morte di Lucrezia, che avvenne circa nel 509 a.C. Gli altri personaggi, oltre a Bruto e Collatino, sono: i due figli di Bruto, Tito e Tiberio; Mamilio, inviato degli espulsi Tarquini; Valerio, rappresentante e portavoce del Senato. Nello svolgimento della tragedia compare anche, con un ruolo attivo, il popolo romano.

### Atto I
I primi ad apparire sono Bruto e Collatino, quest'ultimo disperato per la morte di Lucrezia. Bruto lo incoraggia, nella speranza che questa disgrazia si possa rivelare il segnale per ristabilire la libertà in Roma. Entra il popolo, e Bruto si rivolge a loro appassionatamente, rivelando di avere per lungo tempo finto la stoltezza per salvarsi. Il suo discorso è fatto più vibrante dall'introduzione del cadavere di Lucrezia, e Bruto riesce a convincere i Romani che si dovrà instaurare la Repubblica cacciando i Tarquini, cercando però l'accordo con il Senato e i patrizi.

### Atto II
Bruto è a colloquio col figlio Tito. Giunge anche l'altro figlio, Tiberio, e descrive un attacco portato da Tarquinio e dai suoi seguaci a una della porte di Roma, di cui egli era a guardia. Gli assalitori sono stati respinti, ma poco dopo è comparso un inviato, Mamilio, chiedendo di poter parlare con Bruto e il Senato. Bruto ordina che l'inviato venga ammesso, ma prima che egli arrivi si rivolge al popolo, al Senato e ai patrizi per assicurarsi la loro azione congiunta contro i Tarquini. Valerio, su mandato del Senato, promette la loro collaborazione. Tutti sono d'accordo di sentire le dichiarazioni di Mamilio. Quando quest'ultimo entra, finge che Tarquinio riprovi la condotta del figlio Sesto nei confronti di Lucrezia. In seguito, visto che le sue argomentazioni in favore dei Tarquini non hanno alcun effetto, Mamilio chiede che a Tarquinio siano almeno restituite le ricchezze che ha in Roma; Bruto, con l'approvazione del popolo, acconsente.

### Atto III
Mamilio riesce ad ottenere un colloquio con i due figli di Bruto, prima di lasciare Roma come Bruto stesso gli ha perentoriamente ordinato. Con cautela, Mamilio mette al corrente i due che si sta organizzando una congiura, capeggiata da molte delle famiglie più importanti di Roma, per ottenere il ritorno dei Tarquini; Mamilio mostra un rotolo che contiene i nomi dei congiurati, tra cui vi sono alcuni dei loro più stretti parenti. Mamilio aggiunge che alcuni dei paesi confinanti si sono uniti al progetto, e che la sottoscrizione del rotolo servirà ad ottenere clemenza quando l'autorità dei Tarquini sarà restaurata. Con questo stratagemma Mamilio convince prima Tito poi Tiberio a firmare il rotolo. In quel momento entra Collatino, seguito dai littori, che ordina di arrestare i giovani e cacciare Mamilio.

### Atto IV
Bruto e Collatino si raccontano i successi ottenuti nei combattimenti contro i loro nemici. Poi Collatino mette Bruto a parte della scoperta della congiura, e mostra il rotolo di Mamilio, in cui compaiono i nomi dei cospiratori, compresi quelli di Tito e Tiberio. A questa notizia Bruto è sconvolto, ma dice che farà il proprio dovere per il paese. I due giovani, scortati dai littori, vengono introdotti. Essi non negano la loro colpa, ma Tito si dice responsabile per la firma del fratello. Sostengono di avere firmato nella convinzione che il successo della congiura fosse certo, e di avere voluto, con la loro adesione, assicurare a Bruto la clemenza di Tarquinio. Bruto li rimprovera per la loro condotta, per la quale tuttavia essi si mostrano sinceramente afflitti. Bruto è dilaniato dal conflitto tra l'amore per i suoi figli e l'amore per Roma; infine ordina che essi siano condotti, per essere giudicati, davanti al popolo romano riunito.

### Atto V
Rappresentanti di tutte le classi convengono al foro per prendere parte al memorabile processo; Bruto e Collatino sono in ringhiera. Collatino spiega come è stata scoperta la cospirazione. Valerio chiede i nomi dei traditori e, dopo molta esitazione, Collatino gli porge il rotolo, dal quale egli in successione, tra lo stupore degli astanti, legge i nomi, che terminano con quelli dei figli di Bruto. Questi annuncia che i consoli faranno il loro dovere, e ordina ai littori di condurre i criminali, che vengono introdotti in catene, Tito e Tiberio per ultimi. Bruto proclama che tutti loro sono condannati a morte. Tito esclama che il fratello è innocente, ma Tiberio si dice anch'egli colpevole. Bruto non intende fare distinzioni tra le colpe dei congiurati. Collatino chiede pietà per Tito e Tiberio; il popolo sembra accettare, ma Bruto duramente rifiuta:
Bruto poi ordina che si dia luogo all'esecuzione, chiedendo però a Collatino di essere lui a occuparsene:
Al cadere del sipario i littori stanno per colpire i condannati, dopo che il popolo ha acclamato Bruto:
Valerio: Il padre, il Dio, di Roma, è Bruto...
Popolo: È il Dio di Roma...
Bruto: Io sono l’uom più infelice, che sia nato mai.»

## Edizioni
- Vittorio Alfieri, Tragedie, Sansoni 1985.